# Кокша (приток Оки)
Кокша (Маулинка) — река в России, протекает в Нижегородской и Рязанской областях, правый приток Оки. Длина реки составляет 38 км, площадь водосборного бассейна — 168 км².

## Данные водного реестра
По данным государственного водного реестра России относится к Окскому бассейновому округу, водохозяйственный участок реки — Ока от впадения реки Мокша до впадения реки Тёша, речной подбассейн реки — бассейны притоков Оки от Мокши до впадения в Волгу. Речной бассейн реки — Ока.
По данным геоинформационной системы водохозяйственного районирования территории РФ, подготовленной Федеральным агентством водных ресурсов:
- Код водного объекта в государственном водном реестре — 09010300112110000030190
- Код по гидрологической изученности (ГИ) — 110003019
- Код бассейна — 09.01.03.001
- Номер тома по ГИ — 10
- Выпуск по ГИ — 0